# Isländische Badminton-Mannschaftsmeisterschaft 2016
Die Isländische Badminton-Mannschaftsmeisterschaft 2016 fand im Modus „Jeder gegen jeden“ vom 26. bis zum 28. Februar 2016 in Reykjavík statt. Meister wurde das Team von Tennis- og Badmintonfélag Reykjavíkur.

## Endstand
| Platz | Team               | Punkte | Spiele | G | U | V | Spielpunkte |   |    | Sätze |   |    | Bälle |   |      |
| ----- | ------------------ | ------ | ------ | - | - | - | ----------- | - | -- | ----- | - | -- | ----- | - | ---- |
| 1     | TBR-Elding         | 6      | 3      | 3 | 0 | 0 | 17          | - | 7  | 35    | - | 19 | 1043  | - | 925  |
| 2     | TBR-Ægir           | 3      | 3      | 1 | 1 | 1 | 12          | - | 12 | 26    | - | 30 | 1034  | - | 1050 |
| 3     | TBR-Naggrísir      | 3      | 3      | 1 | 1 | 1 | 11          | - | 13 | 28    | - | 28 | 1043  | - | 1018 |
| 4     | Landsbyggðin BH/ÍA | 0      | 3      | 0 | 0 | 3 | 8           | - | 16 | 22    | - | 34 | 953   | - | 1080 |